# James Fitz-Allen Mitchell
Sir James Fitz-Allen Mitchell (Bequia, 15 de mayo de 1931-ib., 23 de noviembre de 2021) fue un ingeniero agrónomo y político sanvicentino que ejerció como primer ministro de San Vicente y las Granadinas  (1984-2000). Anteriormente había ocupado la jefatura del Gobierno de la nación caribeña cuando esta era una colonia del Imperio británico (1972-1974). Fue fundador del Nuevo Partido Democrático, que fue, desde su conformación uno de los dos principales partidos políticos del país.

## Biografía

### Carrera política
Originalmente se presentó como un candidato independiente y el único no partidista elegido en 1972. Mitchell llegó al poder por primera vez tras formar un inestable gobierno de coalición con el Partido Político del Pueblo (PPP) para desplazar al Partido Laborista de San Vicente (SVPL) de Milton Cato en abril de 1972. Los desacuerdos entre Mitchell y el expremier Ebenezer Joshua con respecto a numerosos temas llevaron al PPP a retirarle su apoyo y censurarlo a finales de 1974, provocando la convocatoria de elecciones anticipadas, en las cuales el SVPL recuperó el poder. En diciembre del año siguiente, Mitchell fundó el NDP, con el que disputó las elecciones de 1979 —las primeras después de la independencia—, obteniendo el segundo puesto y consolidándose como líder de la oposición.
El NDP llegó al poder tras obtener un amplio triunfo en las elecciones de 1984, llevando a Mitchell al cargo de primer ministro. Fue aplastantemente reelegido en 1989 al obtener el NDP la totalidad de los escaños en disputa. Se mantuvo en el poder hasta el 27 de octubre de 2000, cuando renunció como primer ministro y líder de su partido y entregó ambos cargos a Arnhim Eustace.
Después de su retiro, Mitchell se mantuvo activo como observador electoral. Se manifestó a favor de una mayor integración política de las naciones insulares del Caribe, y de la posible separación de las islas Granadinas como un país independiente.